# Argonne Motor Car Company
Argonne Motor Car Company war ein US-amerikanischer Hersteller von Automobilen.

## Unternehmensgeschichte
Otto R. Bieler und Harold E. Porter gründeten 1919 das Unternehmen in Jersey City in New Jersey. Sie begannen mit der Produktion von Automobilen, wobei die Montage bei der Jersey City Machine Company stattfand. Der Markenname lautete Argonne. Die Teilnahme an der New York National Automobil Show im Januar 1920 ist überliefert. Nach Bielers Tod übernahm Charles S. Singer seinen Job. Im März 1920 endete die Produktion zunächst. Bis dahin waren 24 Fahrzeuge fertiggestellt. Im Juli 1920 begann die Insolvenz. Danach wurden noch zehn Fahrzeuge aus vorhandenen Teilen gefertigt.

## Fahrzeuge
Für die Anfangszeit wird ein Modell mit Sechszylindermotor genannt.
Zunächst kam ein Vierzylindermotor von Buda zum Einsatz. 95,25 mm Bohrung und 130,175 mm Hub ergaben 3710 cm³ Hubraum. Er trieb über ein Vierganggetriebe die Hinterachse an. Als Höchstgeschwindigkeit wurden 112 km/h garantiert. Das Design des Kühlergrills ähnelte dem des Austro-Daimler.
Unter Leitung von Singer wurde ein Rochester-Duesenberg-Motor mit etwa 4950 cm³ Hubraum verwendet. Es gibt einen Hinweis auf 4 Zoll (101,6 mm) Bohrung und 6 Zoll (152,4 mm) Hub, entsprechend 301,6 Kubikzoll (4942 cm³) Hubraum.
1919 bestand das Sortiment aus einem Roadster mit 302 cm Radstand und einem Tourenwagen mit 335 cm Radstand. 1920 standen zwei- und viersitzige Sport Roadster zur Wahl. Beide hatten 300 cm Radstand.
Die letzten zehn Fahrzeuge waren neun Limousinen und ein Coupé.

## Modellübersicht
| Jahr | Modell | Zylinder | Radstand (cm) | Aufbau                                           |
| ---- | ------ | -------- | ------------- | ------------------------------------------------ |
| 1919 | Four   | 4        | 302           | Roadster                                         |
| 1919 | Four   | 4        | 335           | Tourenwagen                                      |
| 1920 | Four   | 4        | 300           | Sport Roadster 2-sitzig, Sport Roadster 4-sitzig |